# Bisaboleno
Bisaboleno é um grupo relacionado com compostos químicos naturais, que são classificadas como sesquiterpenos. Bisabolenos estão presentes nos óleos essenciais de uma grande variedade de plantas, incluindo a cubeba, limão e orégano. Esta substancia também esta presente nas folhas da goiabeira. β-bisaboleno tem um odor balsâmico  e é aprovado na Europa como um aditivo alimentar.
Bisabolenos são intermediários na biossíntese de muitos outros compostos químicos naturais, incluindo o hernandulcin, um adoçante natural.

## Referencias
1. ↑  (-)-β-bisaboleneen, flavornet.org
2. ↑  Bisabolene derived sesquiterpenoid biosynthesisen